# Mariano Bombarda
Mariano Bombarda (Cádiz, España; 10 de septiembre de 1972) es un exfutbolista italo-argentino de origen español. Jugaba como delantero y desarrolló la mayor parte de su carrera en la Eredivisie de los Países Bajos.

## Trayectoria
Nacido en España, Mariano Bombarda es hijo de padre italiano y madre argentina. Debido a la profesión de su padre, ingeniero naval, durante su infancia la familia trasladó su residencia en múltiples ocasiones, pasando por España, Venezuela y Argentina. Jugó en las categorías inferiores de CA Huracán en Argentina, llegando hasta el equipo de Reserva. Tras ser descartado por el club, se trasladó a los Países Bajos para licenciarse en Ciencias Empresariales por la Hanzehogeschool Groningen, estudios que compaginó con el fútbol amateur en el ACV Assen.
La temporada 1994-95 dio el saltó al fútbol profesional en el FC Groningen, con el que debutó en la Eredivisie. En el equipo verdiblanco se destacó como goleador, finalizando la temporada 1995-96 como segundo máximo anotador de la liga, tras Luc Nilis, con 19 tantos. En total, en dos temporadas, sumó 32 tantos en 66 partidos. Avalado por estos registros, en 1996 fue adquirido por el FC Metz de la Ligue 1. No logró adaptarse al club francés, con el que participó en la Copa de la UEFA, jugando únicamente once partidos en seis meses, antes de regresar al FC Groningen a mitad de temporada.
El verano de 1998 fichó por el Willem II, donde resurgió como goleador. En cuatro temporadas en Tilburg anotó 51 goles en 108 partidos, que sirvieron para lograr el subcampeonato de la Eredivisie 1998-99 y para clasificar a los tricolores, por primera vez en su historia, para la Liga de Campeones de la UEFA.
Aunque anunció su retirada al finalizar la temporada 2001-02, para dedicarse a sus negocios personales, finalmente aceptó una oferta del Feyenoord Róterdam para seguir en activo. Debido a la competencia de Pierre van Hooijdonk y Robin van Persie en la delantera, jugó únicamente 20 partidos ligueros en dos temporadas, anotando cuatro goles. Con el cuadro de Róterdam disputó la Liga de Campeones (hizo un gol en cuatro partidos) y la final de Copa de los Países Bajos la temporada 2002-03.
En 2004, ya con 32 años, firmó por una temporada por el CD Tenerife, de la Segunda División de España, donde terminó su carrera. Su paso por el club insular estuvo marcado por enfrentamientos con los entrenadores, llegando a protagonizar una trifulca con José Antonio Barrios. Dispuso de pocos minutos de juego, participando en una decena de partidos de liga, la práctica totalidad como suplente, anotando un único gol. 
Tras retirarse en 2005, fue entrenador en las categorías inferiores del Willem II. Posteriormente ha trabajado como responsable de logística en empresas como Ericsson.

## Clubes y estadísticas
| Club                              | Temporada | Liga  | Liga  | Europa | Europa |   |
| Club                              | Temporada | Part. | Goles | Part.  | Goles  |   |
| --------------------------------- | --------- | ----- | ----- | ------ | ------ | - |
| FC Groningen · Países Bajos       | 1994-95   | 32    | 13    | –      | –      |   |
| FC Groningen · Países Bajos       | 1995-96   | 34    | 19    | –      | –      |   |
| FC Groningen · Países Bajos       | Total     | 66    | 32    | –      | –      |   |
| FC Metz Francia                   | 1996-97   | 10    | 1     | 1      | 0      |   |
| FC Metz Francia                   | Total     | 10    | 1     | 1      | 0      |   |
| FC Groningen · Países Bajos       | 1996-97   | 18    | 4     | –      | –      |   |
| FC Groningen · Países Bajos       | 1997-98   | 28    | 9     | –      | –      |   |
| FC Groningen · Países Bajos       | Total     | 46    | 13    | –      | –      | – |
| Willem II Tilburg · Países Bajos  | 1998-99   | 27    | 17    | 3      | 1      |   |
| Willem II Tilburg · Países Bajos  | 1999-00   | 17    | 11    | 4      | 1      |   |
| Willem II Tilburg · Países Bajos  | 2000-01   | 33    | 13    | –      | –      |   |
| Willem II Tilburg · Países Bajos  | 2001-02   | 31    | 10    | –      | –      |   |
| Willem II Tilburg · Países Bajos  | Total     | 108   | 51    | 7      | 1      |   |
| Feyenoord Róterdam · Países Bajos | 2002-03   | 16    | 3     | 4      | 1      |   |
| Feyenoord Róterdam · Países Bajos | 2003-04   | 4     | 1     | 1      | 0      |   |
| Feyenoord Róterdam · Países Bajos | Total     | 20    | 4     | 5      | 1      |   |
| CD Tenerife · España              | 2004-05   | 10    | 1     | –      | –      |   |
| CD Tenerife · España              | Total     | 10    | 1     | –      | –      |   |